# Copa de Suecia Femenina
La Svenska Cupen damer (Copa de Suecia Femenina) es un competición de fútbol femenino de Suecia. El torneo se celebra anualmente desde 1981 y es organizado por la Asociación Sueca de Fútbol.

## Formato
- Primera ronda: 80 equipos (Disision 1 (tercer nivel) para abajo
- Segunda ronda: 40 equipos
- Tercera ronda: 32 equipos (entran los equipos de la segunda y primera división)
- Cuarta ronda: 16 equipos
- Quinta ronda: Cuartos de final
- Sexta ronda: Semifinales
- Séptima ronda: Final

## Historial
Lista de finales de la Copa de Suecia Femenina.
| Temporada | Campeón                                          | Resultado                                        | Subcampeón                                       | Sede de la final                                 |
| --------- | ------------------------------------------------ | ------------------------------------------------ | ------------------------------------------------ | ------------------------------------------------ |
| 1981      | Jitex BK (1)                                     | 2–2 (3-1 pen.)                                   | Hammarby IF                                      | Söderstadion, Estocolmo                          |
| 1982      | Jitex BK (2)                                     | 4–1                                              | Hammarby IF                                      | Estadio Råsunda, Estocolmo                       |
| 1983      | Sunnanå SK (1)                                   | 2–0                                              | Hammarby IF                                      | Estadio Råsunda, Estocolmo                       |
| 1984      | Jitex BK (3)                                     | 5–2                                              | Alnö IF                                          | Svanängens IP, Skå                               |
| 1985      | Öxabäcks IF (1)                                  | 2–0                                              | GAIS                                             | Idrottsparken, Norrköping                        |
| 1986      | Öxabäcks IF (2)                                  | 1–0                                              | Sunnanå SK                                       | Ryavallen, Borås                                 |
| 1987      | Öxabäcks IF (3)                                  | 2–0                                              | Jitex BK                                         | Estadio Råsunda, Estocolmo                       |
| 1988      | Öxabäcks IF (4)                                  | 1–0                                              | Mallbackens IF                                   | Idrottsparken, Norrköping                        |
| 1989      | Öxabäcks IF (5)                                  | 2–1                                              | Jitex BK                                         | Ryavallen, Borås                                 |
| 1990      | Malmö FF (1)                                     | 3–0                                              | Öxabäcks IF                                      | Ryavallen, Borås                                 |
| 1991      | Öxabäck/Mark IF (6)                              | 3–2                                              | Gideonsbergs IF                                  | Ryavallen, Borås                                 |
| 1992      | Älvsjö AIK (1)                                   | 2–1                                              | Gideonsbergs IF                                  | Ryavallen, Borås                                 |
| 1993      | Gideonsbergs IF (1)                              | 4–1                                              | Älvsjö AIK                                       | Ryavallen, Borås                                 |
| 1994      | Hammarby IF (1)                                  | 2–1                                              | Gideonsbergs IF                                  | Tyresö                                           |
| 1995      | Hammarby IF (2)                                  | 1–0                                              | Älvsjö AIK                                       | Tyresö                                           |
| 1996      | Älvsjö AIK (2)                                   | 2–1                                              | Bälinge IF                                       | Täby                                             |
| 1997      | Malmö FF (2)                                     | 2–1                                              | Sunnanå SK                                       | Eskilstuna                                       |
| 1998-99   | Älvsjö AIK (3)                                   | 2–1                                              | Djurgårdens IF                                   | Tyresö                                           |
| 1999-2000 | Djurgårdens IF (1)                               | 3–1                                              | Älvsjö AIK                                       | Enskede IP, Enskede                              |
| 2001      | Umeå IK (1)                                      | 2–1                                              | Djurgårdens IF                                   | Studenternas IP, Uppsala                         |
| 2002      | Umeå IK (2)                                      | 3–0                                              | Kopparbergs/Landvetter IF                        | Estadio Råsunda, Estocolmo                       |
| 2003      | Umeå IK (3)                                      | 1–0                                              | Malmö FF                                         | Estadio Råsunda, Estocolmo                       |
| 2004      | Djurgården/Älvsjö (2)                            | 2–1                                              | Umeå IK                                          | Estadio Råsunda, Estocolmo                       |
| 2005      | Djurgården/Älvsjö (3)                            | 3–1                                              | Umeå IK                                          | Estadio Råsunda, Estocolmo                       |
| 2006      | Linköpings FC (1)                                | 3–2                                              | Umeå IK                                          | Gammliavallen, Umeå                              |
| 2007      | Umeå IK (4)                                      | 4–3                                              | AIK FF                                           | Skytteholms IP, Estocolmo                        |
| 2008      | Linköpings FC (2)                                | 1–0                                              | Umeå IK                                          | Folkungavallen, Linköping                        |
| 2009      | Linköpings FC (3)                                | 2–0                                              | Umeå IK                                          | Folkungavallen, Linköping                        |
| 2010      | KIF Örebro (1)                                   | 4–1                                              | Djurgården/Älvsjö                                | Kristinebergs IP, Estocolmo                      |
| 2011      | Kopparbergs/Göteborg (1)                         | 2–2 (3-2 pen.)                                   | Tyresö FF                                        | Valhalla IP, Göteborg                            |
| 2012      | Kopparbergs/Göteborg (2)                         | 2–1                                              | Tyresö FF                                        | Valhalla IP, Göteborg                            |
| 2013-14   | Linköpings FC (4)                                | 2–1                                              | Kristianstads DFF                                | Linköping Arena, Linköping                       |
| 2014-15   | Linköpings FC (5)                                | 2–0                                              | FC Rosengård                                     | Linköping Arena, Linköping                       |
| 2015-16   | FC Rosengård (3)                                 | 3–1                                              | Linköpings FC                                    | Malmö IP, Malmö                                  |
| 2016-17   | FC Rosengård (4)                                 | 1–0                                              | Linköpings FC                                    | Linköping Arena, Linköping                       |
| 2017-18   | FC Rosengård (5)                                 | 1–0                                              | Linköpings FC                                    | Malmö IP, Malmö                                  |
| 2018-19   | Göteborg FC (3)                                  | 2–1                                              | Kristianstads DFF                                | Valhalla IP, Göteborg                            |
| 2019-20   | Cancelada por Pandemia de Corona virus 2019-2020 | Cancelada por Pandemia de Corona virus 2019-2020 | Cancelada por Pandemia de Corona virus 2019-2020 | Cancelada por Pandemia de Corona virus 2019-2020 |
| 2020-21   | BK Häcken (1)                                    | 3–0                                              | Eskilstuna United DFF                            | Bravida Arena, Göteborg                          |
| 2021-22   | FC Rosengård (6)                                 | 2–1                                              | BK Häcken                                        | Malmö IP, Malmö                                  |
| 2022-23   | Hammarby IF (3)                                  | 3–0                                              | BK Häcken                                        | Tele2 Arena, Estocolmo                           |
| 2023-24   | Piteå IF (1)                                     | 3–0                                              | BK Häcken                                        | Bravida Arena, Göteborg                          |

## Títulos por club
| Club              | Títulos | Subtítulos | Años campeón                       |
| ----------------- | ------- | ---------- | ---------------------------------- |
| FC Rosengård      | 6       | 2          | 1990, 1997, 2016, 2017, 2018, 2022 |
| Öxabäcks IF       | 6       | 1          | 1985, 1986, 1987, 1988, 1989, 1991 |
| Linköpings FC     | 5       | 3          | 2006, 2008, 2009, 2014, 2015       |
| Umeå IK           | 4       | 5          | 2001, 2002, 2003, 2007             |
| BK Häcken         | 4       | 3          | 2011, 2012, 2019, 2021             |
| Djurgårdens IF    | 3       | 3          | 2000, 2004, 2005                   |
| Älvsjö AIK        | 3       | 3          | 1992, 1996, 1999                   |
| Hammarby IF       | 3       | 3          | 1994, 1995, 2023                   |
| Jitex BK          | 3       | 2          | 1981, 1982, 1984                   |
| Gideonsbergs IF   | 1       | 3          | 1993                               |
| Sunnanå SK        | 1       | 2          | 1983                               |
| KIF Örebro        | 1       | –          | 2010                               |
| Piteå IF          | 1       | –          | 2024                               |
| Tyresö FF         | –       | 2          |                                    |
| Kristianstads DFF | –       | 2          |                                    |
| AIK FF            | –       | 1          |                                    |
| Alnö IF           | –       | 1          |                                    |
| Bälinge IF        | –       | 1          |                                    |
| Eskilstuna United | –       | 1          |                                    |
| GAIS              | –       | 1          |                                    |
| Mallbackens IF    | –       | 1          |                                    |